# Flamin' Hot
Flamin' Hot (bra: Flamin' Hot: O Sabor Que Mudou a História; prt: Flamin' Hot: A História dos Cheetos Extra Picantes) é um filme biográfico estadunidense de comédia dramática de 2023 dirigido por Eva Longoria em sua estreia na direção de longa-metragem. Escrito por Linda Yvette Chávez e Lewis Colick , é baseado no livro de memórias A Boy, a Burrito and a Cookie: From Janitor to Executive, de Richard Montañez, que afirma ter inventado Flamin' Hot Cheetos. O filme é estrelado por Jesse Garcia, Annie Gonzalez, Dennis Haysbert e Tony Shalhoub.
Flamin' Hot teve sua estreia mundial no South by Southwest em 11 de março de 2023. Foi lançado em 9 de junho de 2023, pelo hulu e Disney+, com críticas mistas da crítica. O filme recebeu uma indicação ao Oscar de melhor canção original, escrita por Diane Warren.

## Enredo
Em 1966, no sul da Califórnia, Richard Montañez cresce como uma criança trabalhadora, com um pai severo e um avô solidário. Ele conhece sua futura esposa Judy na escola, onde começa a vender burritos para outras crianças. Ele é preso ainda jovem, quando ninguém acredita que ele ganhou seu dinheiro honestamente. Já adultos, Richard e Judy se casam, mas vivem como bandidos em uma gangue, lutando para sobreviver. Eles fazem um esforço para mudar suas vidas quando Judy engravida do primeiro filho. Um segundo filho depois, Richard e sua família ainda lutam para sobreviver enquanto Richard procura um trabalho honesto. Ele finalmente recorre a seu amigo, o ex-bandido Tony Romero, que o ajuda a conseguir um emprego na Frito-Lay. Apesar de mentir em seu currículo, o chefe Lonny Mason o contrata.
Richard começa a prestar atenção a todas as nuances da fábrica e começa a procurar o líder engenheiro de manutenção Clarence C. Baker para ensiná-lo sobre as máquinas. Apesar de alguma relutância, Baker concorda e ensina Richard como operar todas as máquinas da fábrica. Infelizmente, a administração Reagan começa a afectar gravemente os empregos com baixos salários e as acções da Frito-Lay começam a cair. Isso eventualmente resulta na demissão de alguns trabalhadores. O CEO da Frito-Lay, Roger Enrico, lança um vídeo incentivando os trabalhadores a "pensar como um CEO", o que inspira Richard.
Depois de pegar os filhos na escola, Richard os leva para comer elotes (milho de rua mexicano). Percebendo que seu filho mais novo, Steven, gosta do sabor picante, dizendo que “queima bem”, ele percebe que a forma de salvar a Frito-Lay é lançar a marca para o mercado latino. Ele convence Baker e o resto de seus colegas de trabalho a deixá-lo levar alguns Cheetos sem sabor para casa, mas Judy oferece que ele converse primeiro com seu pai, Vacho, sobre um emprego. Vacho acaba menosprezando os planos de Richard, fazendo com que Judy apoie ainda mais Richard. Os Montañezes trabalham incansavelmente tentando encontrar o sabor picante perfeito para Cheetos, acabando por conseguir a mistura certa. Richard tenta apresentar sua ideia a Lonny, mas é rejeitado, forçando Richard a entrar furtivamente e copiar o número de telefone de Enrico.
Richard consegue falar com Enrico que, embora perplexo por ter sido chamado por um zelador, fica intrigado ao saber que viu seu vídeo e pede que ele envie seus Cheetos aromatizados. Ele os prova e fica imediatamente fisgado, marcando imediatamente uma reunião na fábrica. Enquanto Lonny está chateado com Richard, Richard se prepara para o campo, finalmente conseguindo a aprovação de seu pai para apoiá-lo. Richard passa a falar com o coração e sua proposta é aceita com o Flamin 'Hot Cheetos sendo colocado em produção. Embora isso resulte em mais empregos, o novo sabor não sai das prateleiras. Decepcionados, os filhos de Richard ressaltam que não há propagandas do sabor. Richard volta ao trabalho e manda que todos usem suas habilidades para vender o novo sabor na rua. A tática funciona e Enrico liga para pedir que a fábrica produza um pedido ainda maior.
Embora Baker consiga a promoção que sempre desejou, Richard ainda é zelador, embora Baker lhe dê algum apoio. Lonny pede a Richard para limpar o andar de cima, apenas para encontrar Enrico, que lhe diz que entende suas dificuldades enquanto crescia, antes de revelar que foi promovido a Diretor de Marketing Multicultural. Richard é aplaudido por todos os seus colegas de trabalho por seu sucesso e felizmente liga para Judy para lhe contar a boa notícia.

## Elenco
- Jesse Garcia como Richard Montañez
- Annie Gonzalez como Judy Montañez
- Emilio Rivera como Vacho Montañez
- Vanessa Martinez como Concha Montañez
- Hunter Jones como Lucky Montañez
- Dennis Haysbert como Clarence C. Baker
- Tony Shalhoub como Roger Enrico
- Pepe Serna como Abuelito
- Bobby Soto como Tony Romero
- Jimmy Gonzales como Hector Morales
- Matt Walsh como Lonny Mason
- Brice Gonzalez como Steven Montañez

## Produção
Em agosto de 2019, foi relatado que Eva Longoria dirigiria Flamin' Hot, um filme sobre Richard Montañez que alegou ter inventado Flamin' Hot Cheetos, com DeVon Franklin produzindo sob sua bandeira Franklin Entertainment ao lado de Samuel Rodriguez, que atuou como produtor executivo. A Searchlight Pictures também contribuiu para a realização deste filme.
Antes do anúncio, em abril de 2019, a Franklin Entertainment foi informada pela Frito-Lay que o relato de Montañez sobre a invenção do Flamin' Hot Cheetos foi contestado após uma investigação interna ter sido iniciada no ano anterior, mas os produtores optaram por continuar com a premissa original. O roteiro foi reescrito antes das filmagens devido à publicação de um artigo do Los Angeles Times em maio de 2021 contestando o relato de Montañez.
Em maio de 2021, Jesse Garcia e Annie Gonzalez se juntaram ao elenco do filme. A produção do filme foi concluída em agosto de 2021, e o elenco foi anunciado na época.

## Lançamento
Flamin' Hot teve sua estreia mundial no South by Southwest (SXSW) em 11 de março de 2023. Foi lançado no hulu e Disney+ em 9 de junho de 2023. O filme foi exibido no gramado sul da Casa Branca em 15 de junho de 2023. O presidente Joe Biden e a diretora Eva Longoria, notável ativista democrata, fizeram comentários no evento, promovendo-o como a primeira exibição na Casa Branca de um filme focado em personagens hispânicos.

## Recepção

### Bilheteria
De acordo com o TV Time da Whip Media, Flamin' Hot foi o sétimo filme mais transmitido em todas as plataformas nos Estados Unidos durante a semana de 11 de junho de 2023, e o nono durante a semana de 16 de junho de 2023. De acordo com o agregador de streaming Reelgood, Flamin' Hot foi o décimo programa mais transmitido em todas as plataformas nos Estados Unidos durante a semana de 8 de junho de 2023, e o nono durante a semana de 15 de junho de 2023.

### Recepção crítica
No site agregador de resenhas Rotten Tomatoes, 69% das 127 resenhas dos críticos são positivas, com uma classificação média de 6,1/10. O consenso do site diz: "Flamin' Hot pode ter um pouco mais do que sua cota de calorias vazias, mas esta história divertida e alegre ainda é um lanche cinematográfico decente." O Metacritic, que usa uma média ponderada, atribuiu ao filme uma pontuação de 58 em 100, com base em 31 críticos, indicando críticas "mistas ou médias".
Carlos Aguilar, do Los Angeles Times, disse: "Flamin' Hot acaba sendo um prazer surpreendentemente agradável para o público. Funciona principalmente porque Garcia, Gonzalez e Longoria concordam em uma abordagem comovente, mas não hipócrita, que cristaliza a fortaleza específica da mineração de esperança de luta terrível." Brian Lowry, da CNN, disse que Eva Longoria fez um "trabalho admirável ao extrair o máximo que pôde dessa história de oprimido" e escreveu: "Apresentado de maneira divertida, é o tipo de lanche cinematográfico levemente saboroso que não fique exatamente em suas costelas." John Nugent, da Empire, deu ao filme uma nota de três de cinco estrelas, elogiou as atuações de Jesse Garcia e Annie Gonzales e elogiou a direção de Eva Longoria. Clarisse Loughrey, do The Independent, deu a Flamin' Hot uma nota de três de cinco estrelas, elogiou a química entre Jesse Garcia e Annie Gonzales e afirmou que o filme "mantém o público alerta" devido a Eva Longoria.
Brian Tallerico, do RogerEbert.com, escreveu: "Flamin' Hot tem tanto a dizer sobre cultura que nunca dá aos seus personagens espaço para respirar fora da 'mensagem' do filme". É um filme que não parece contar uma história verdadeira tanto quanto aquele que saiu de uma linha de produtos de uma fábrica da Frito-Lay. Monica Castillo, também escrevendo para RogerEbert.com, deu ao filme duas de quatro estrelas: "No geral, Flamin' Hot é mais extravagante do que picante. Seu foco no 'Si, se puede ... trabajar y ganar dinero' mantra embota os sabores do que torna o filme agradável: a família no centro do esforço de Richard para sobreviver."